# Nailloux

Nailloux este o comună în departamentul Haute-Garonne din sudul Franței. În 2009 avea o populație de 2.717 de locuitori.

## Evoluția populației
| An        | 1975 | 1982 | 1990  | 1999  | 2006  | 2009  |
| --------- | ---- | ---- | ----- | ----- | ----- | ----- |
| Populație | 663  | 730  | 1.026 | 1.237 | 1.917 | 2.717 |